# Alain Sutter
Alain Sutter (ur. 22 stycznia 1968 w Bernie), piłkarz szwajcarski grający na pozycji ofensywnego pomocnika.

## Kariera klubowa
Sutter pochodzi z Berna, ale piłkarską karierę rozpoczął w Zurychu w klubie Grasshoppers. W 1985 roku zadebiutował w jego barwach w pierwszej lidze i w swoim debiutanckim sezonie stał się członkiem podstawowego składu. W 1987 roku został wypożyczony do BSC Young Boys z rodzinnego Berna, ale już po roku wrócił do Grasshoppers. W 1988 roku osiągnął swój pierwszy większy sukces w karierze - zdobył Puchar Szwajcarii. Sukces ten powtórzył także w 1989 i 1990 roku. W 1990 wywalczył także swój pierwszy tytuł mistrza Szwajcarii, a w Pucharze Zdobywców Pucharów dotarł do ćwierćfinału (0:2 i 1:2 z późniejszym zwycięzcą, Sampdorią). W 1991 roku po raz drugi i ostatni został mistrzem szwajcarskiej Nationalligi. Przez 7 sezonów Sutter rozegrał dla Grasshoppers 202 ligowe spotkania i zdobył w nich 36 bramek.
W 1993 roku Sutter wyjechał do niemieckiego 1. FC Nürnberg. W Bundeslidze zadebiutował 6 sierpnia w przegranym 2:5 wyjazdowym spotkaniu z Hamburger SV. Swoje pierwsze trafienie na niemieckich boiskach Alain zaliczył 22 października w wygranym 5:0 meczu z VfB Leipzig. Ogółem w sezonie 1993/1994 wystąpił w 29 meczach i strzelił 5 bramek. Klub z Norymbergi zajął jednak trzecie od końca miejsce w tabeli i spadł do drugiej ligi.
Latem 1994 roku Szwajcar przeszedł do najbardziej utytułowanego klubu w Niemczech, Bayernu Monachium. W nowej drużynie swój pierwszy mecz zaliczył 20 sierpnia, a bawarska drużyna pokonała VfL Bochum 3:1. W Bayernie występował w pierwszym składzie, jednak na skutek kontuzji zaliczył tylko 22 mecze i zdobył 1 gola. Klub z Monachium rozczarował kibiców zajmując 6. miejsce w Bundeslidze. Po sezonie Sutter odszedł z Bayernu i przeszedł do SC Freiburg. Przez 2 lata zaliczył 5 trafień w 45 meczach, jednak w 1997 roku Freiburg spadł z ligi.
W 1997 roku Sutter wyjechał do Stanów Zjednoczonych. Podpisał kontrakt z klubem tamtejszej Major League Soccer, Dallas Burn.
| Sezon   | Klub             | Kraj              | Rozgrywki           | Mecze | Bramki |
| ------- | ---------------- | ----------------- | ------------------- | ----- | ------ |
| 1985/86 | Grasshopper Club | Szwajcaria        | Nationalliga A      | 27    | 4      |
| 1986/87 | Grasshopper Club | Szwajcaria        | Nationalliga A      | 27    | 7      |
| 1987/88 | BSC Young Boys   | Szwajcaria        | Nationalliga A      | 28    | 5      |
| 1988/89 | Grasshopper Club | Szwajcaria        | Nationalliga A      | 33    | 5      |
| 1989/90 | Grasshopper Club | Szwajcaria        | Nationalliga A      | 29    | 2      |
| 1990/91 | Grasshopper Club | Szwajcaria        | Nationalliga A      | 34    | 7      |
| 1991/92 | Grasshopper Club | Szwajcaria        | Nationalliga A      | 34    | 10     |
| 1992/93 | Grasshopper Club | Szwajcaria        | Nationalliga A      | 18    | 1      |
| 1993/94 | 1. FC Nürnberg   | Niemcy            | Bundesliga          | 29    | 5      |
| 1994/95 | Bayern Monachium | Niemcy            | Bundesliga          | 22    | 1      |
| 1995/96 | SC Freiburg      | Niemcy            | Bundesliga          | 25    | 1      |
| 1996/97 | SC Freiburg      | Niemcy            | Bundesliga          | 20    | 4      |
| 1997    | Dallas Burn      | Stany Zjednoczone | Major League Soccer | 21    | 2      |
| 1998    | Dallas Burn      | Stany Zjednoczone | Major League Soccer | 4     | 0      |

## Kariera reprezentacyjna
W reprezentacji Szwajcarii Sutter zadebiutował 9 października 1985 w zremisowanym 0:0 spotkaniu z Danią, rozegranym w ramach eliminacji do Mistrzostw Świata 1986. Liczył sobie wówczas 17 lat. W 1994 roku został powołany przez Roya Hodgsona do kadry na Mistrzostwa Świata w USA. Tam zagrał w trzech meczach grupowych: zremisowanym 1:1 z USA, wygranym 4:1 z Rumunią, w którym zdobył pierwszego gola oraz przegranym 0:2 z Kolumbią. W drużynie narodowej wystąpił 68 razy i zdobył 5 bramek.